# هری گریفیث (بازیکن فوتبال، زاده ۱۹۳۱)
هری گریفیث (انگلیسی: Harry Griffiths؛ ۴ ژانویهٔ ۱۹۳۱ – ۲۵ آوریل ۱۹۷۸) بازیکن فوتبال اهل بریتانیا بود.
از باشگاه‌هایی که در آن بازی کرده‌است می‌توان به باشگاه فوتبال سوانزی سیتی اشاره کرد.
وی همچنین در تیم ملی فوتبال ولز بازی کرده‌است.